# الجنينة (بيشة)
الجنينة: إحدى مراكز محافظة بيشة. تقع في شمال شرق المحافظة على مسافة 45 كيلاً، ويقطنها 5600 نسمة. ويضم مركز الجنينة مواقع أثرية هامة ومنها: قلاية الجنينة، و وقرية أم الهجول

## نبذة موجزة
" تأسس مركز الجنينة عام 1411هـ ، ومقره الجنينة، أما عن موقع الجنينة بالنسبة لمستخدمي النظام العالمي (GPS) فهي تقع بين درجتي العرض (164720)، ودرجة الطول (424815)، وتقع إلى الشمال من محافظة بيشة على بعد حوالي (42) كم تقريباً من مدينة بيشة، وتقع على الحافة الشرقية لوادي بيشة وتمتد على ضفافه لمسافة (5) كم تقريباً، وبهذا فهي تحتل موقعاً استراتيجياً مهماً، حيث تع\ نافذة عسير على نجد نظراً لكونها تمثل مثلثاً بين ثلاث مناطق هي منطقة الرياض ومنطقة مكة المكرمة ومنطقة عسير.
أما عن حدودها الإدارية فيحدها من الشرق محافظة تثيلث، ومن الغرب مركز النقيع، ومن الشمال محافظة رنية التابعة لإمارة منطقة مكة المكرمة ، ويحدها من الشمال الشرقي محافظة وادي الدواسر التابعة لإمارة منطقة الرياض.
وتتميز أرض الجنينة بوجود سلسلة من الجبال الشاهقة ومن أشهرها جبل "خشيم الذيب" والذي يعد من أبرز معالمها الجغرافية، إضافة إلى وادي بيشة الذي يعد أهم ظاهرة جغرافية في المنطقة، كما تمتاز بوجود السهول المنبسطة ذات التربة الزراعية الخصبة ، وبخاصة على ضفاف الوادي ، كما تشتهر بغزارة مياهها الجوفية، الأمر الذي أدى إلى قيام نشاط زراعي مميز، حيث تشتهر بمزارع النخيل والخضراوات، ولهذا كان لها من اسمها نصيب".